# Walter Christie
Walter Cornelius Christie (16 de novembre de 1863 - 2 de juny de 1941) era el fundador de Bergenfield, Nova Jersey on va servir com a alcalde de Bergenfield, Nova Jersey el 1897.
Va néixer el 16 de novembre de 1863 a Ann i Cornelius Roelf Christie, on es convertiria en Bergenfield, Nova Jersey, a prop de l'Església Schraalenburgh del Sud. Es va casar amb Maria Van Wagoner (1862-1951) el 16 de desembre de 1885. Va morir el 2 de juny de 1941 en Haworth, Nova Jersey.